# 후리무케바
《振り向けば…》(후리무케바…, 뒤돌아 보면…)는 2006년 2월 8일에 발매된 Janne Da Arc의 25번째 싱글이다.
Janne Da Arc의 ka-yu를 제외한 전 멤버들의 모교를 무대로 한 영화 ‘HIRAKATA’의 메인 테마곡이다.
모교는 오사카 부립 히라카타시에 있는 니시고등학교. 2006년 3월에 역사를 닫았다.
합병에 의해 폐교가 되니 조만간 열리는 학교 축제에 참석해 달라는 후배의 편지를 받아 2003년 11월 18일 학교 체육관에서 그들만의 뜻 깊은 시크릿 라이브를 열었다.
영화 'HIRAKATA'는 2004년 도쿄·오사카에서 한정공개되었었고, 2005년 2월 16일에 DVD로 발매되었다.
학교가 폐교되기 한 달전에는 '振り向けば…'를 싱글 음반으로 발표하였다. 문제는 없어질 학교를 위해 만든 이 곡의 작곡자는 ‘ka-yu’.
전혀 관계 없는 사람이 곡을 만드는 바람에 출연하는 프로그램마다 모두들 어처구니 없어해 웃음을 자아내기도 했다.
'振り向けば…'의 2번째 수록곡 'Destination'은 kiyo의 작품이다. 작사는 보컬인 yasu와 작업하였다.

## 수록곡
1. 振り向けば… (작사 : yasu, 작곡 : ka-yu)
2. Destination (작사 : yasu·kiyo 작곡 : kiyo)